# Captains of the Clouds
Captains of the Clouds is een Amerikaanse oorlogsfilm uit 1942 onder regie van Michael Curtiz.

## Verhaal
Brian McLean, Johnny Dutton en Tiny Murphy werken in Canada als piloten. Wanneer de Tweede Wereldoorlog uitbreekt melden ze zich bij de Canadese luchtmacht.

## Rolverdeling
| Acteur               | Personage        |
| -------------------- | ---------------- |
| James Cagney         | Brian MacLean    |
| Dennis Morgan        | Johnny Dutton    |
| Brenda Marshall      | Emily Foster     |
| Alan Hale            | Tiny Murphy      |
| George Tobias        | Blimp Lebec      |
| Reginald Gardiner    | Scrounger Harris |
| W.A. Bishop          | Zichzelf         |
| Reginald Denny       | Bevelhebber      |
| Russell Arms         | Louis Prentiss   |
| Paul Cavanagh        | Kapitein         |
| Clem Bevans          | Sam Morrison     |
| J.M. Kerrigan        | Foster           |
| J. Farrell MacDonald | Dr. Neville      |
| Patrick O'Moore      | Fyffe            |
| Morton Lowry         | Carmichael       |